# Mercedes-Benz O322
Mercedes-Benz O322 — шеститонний автобус від компанії Daimler-Benz.

## Історія
Виробництво автобуса Mercedes-Benz O322 стартувало в 1959 році. Місткість автобуса становила менше 100 пасажирів. За основу був узятий автобус Mercedes-Benz O317, від якого Mercedes-Benz O322 відрізняється вікнами і колісними арками. У разі, якщо двері відкриті, хід блокується. Оскільки автобус позиціонується як туристичний, то має дві двері.
У 1962 році модель O322 пройшла фейсліфтінг. Двигун OM321 був витіснений двигуном OM322. Виробництво завершилося в 1964 році.

## Галерея

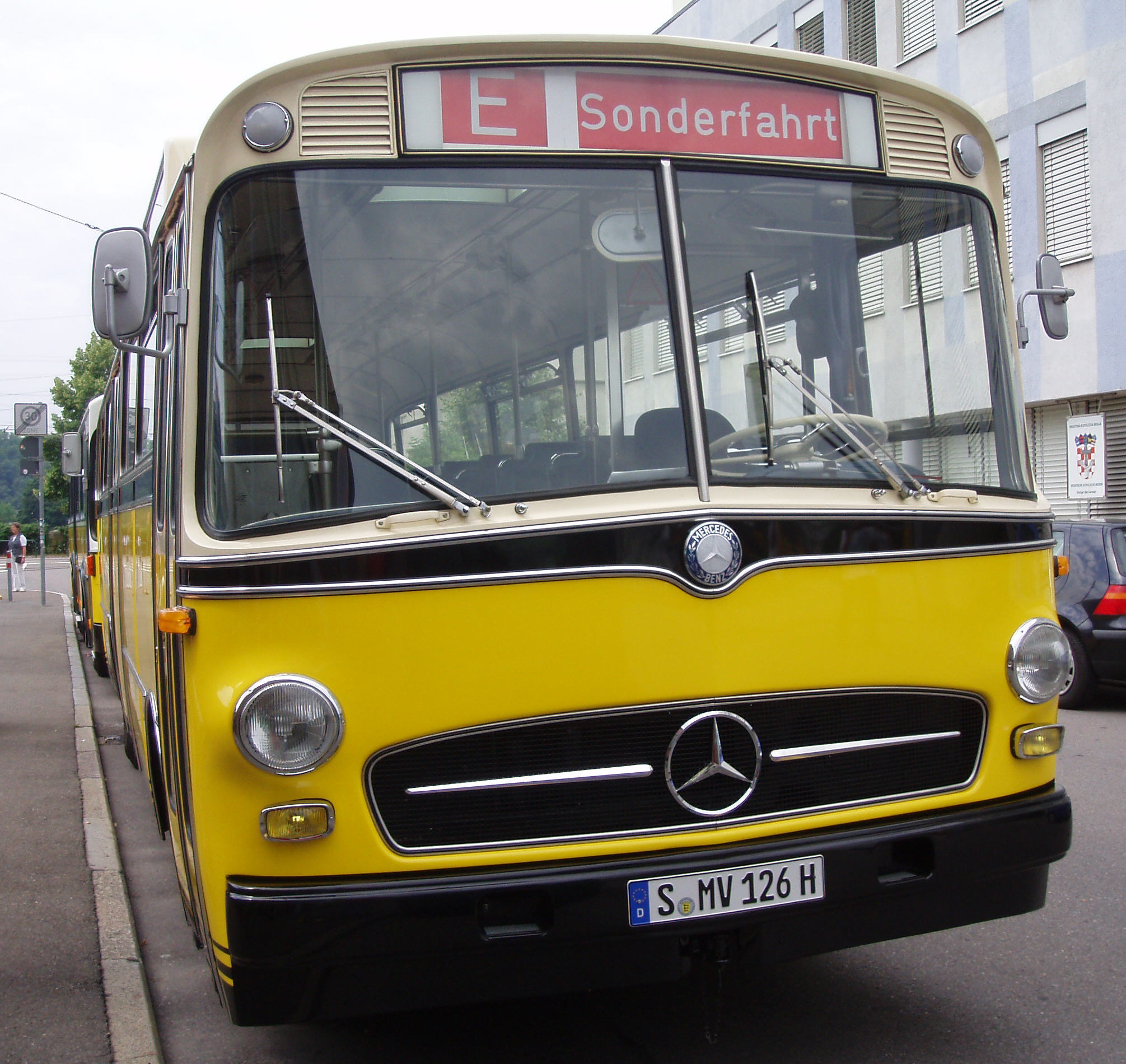
Музейний експонат в Штутгарті (вид спереду)
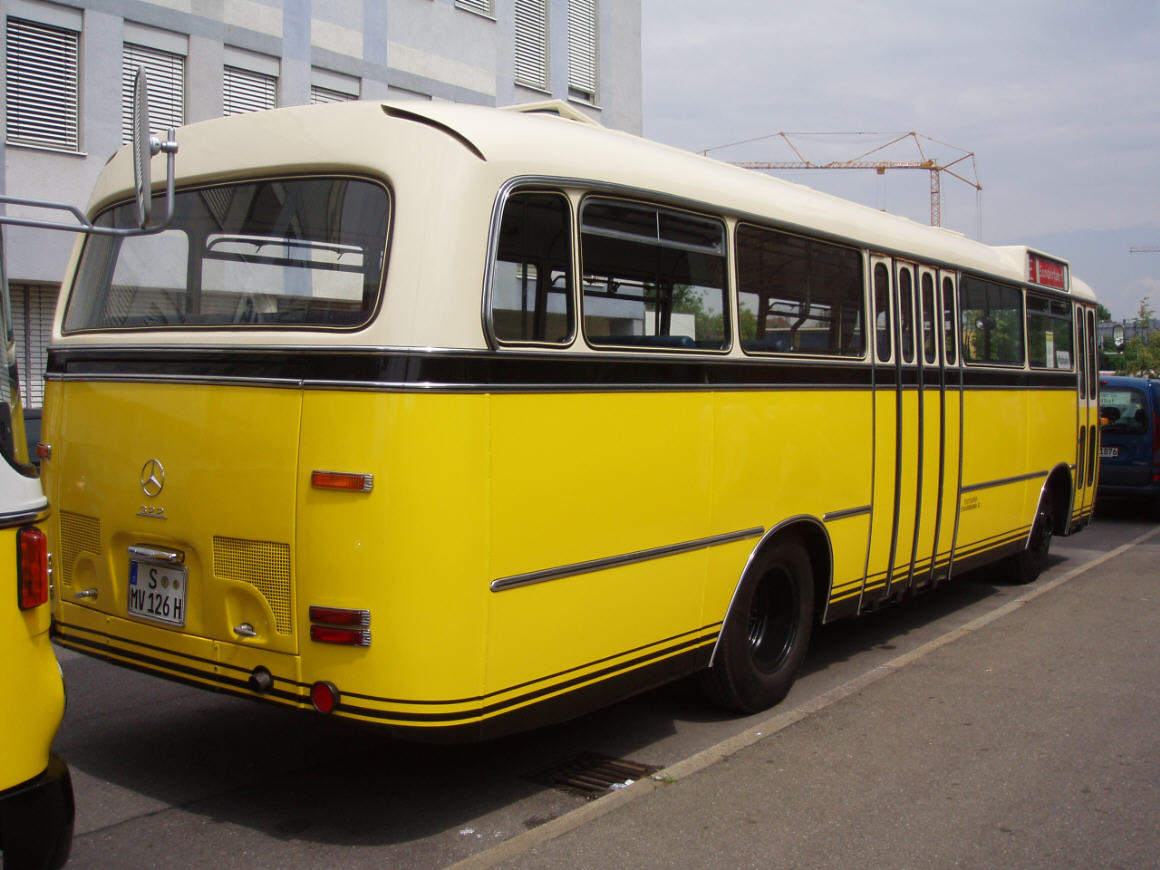
Музейний експонат в Штутгарті (вид ззаду)